# Лютобуж
Лютобуж (пол. Lutobórz, нім. Lüttquell) — село в Польщі, у гміні Хоцень Влоцлавського повіту Куявсько-Поморського воєводства.
Населення — 213 осіб (2011).
У 1975-1998 роках село належало до Влоцлавського воєводства.

## Демографія
Демографічна структура станом на 31 березня 2011 року:
|          | Загалом | Допрацездатний вік | Працездатний вік | Постпрацездатний вік |
| -------- | ------- | ------------------ | ---------------- | -------------------- |
| Чоловіки | 105     | 22                 | 77               | 6                    |
| Жінки    | 108     | 20                 | 68               | 20                   |
| Разом    | 213     | 42                 | 145              | 26                   |